# Gustawa Jarecka
Gustawa Jarecka (ur. 23 grudnia 1908 w Kaliszu, zm. 22/23 stycznia 1943 w Warszawie) – polska prozaiczka, członkini Oneg Szabat, ofiara Zagłady.

## Życiorys

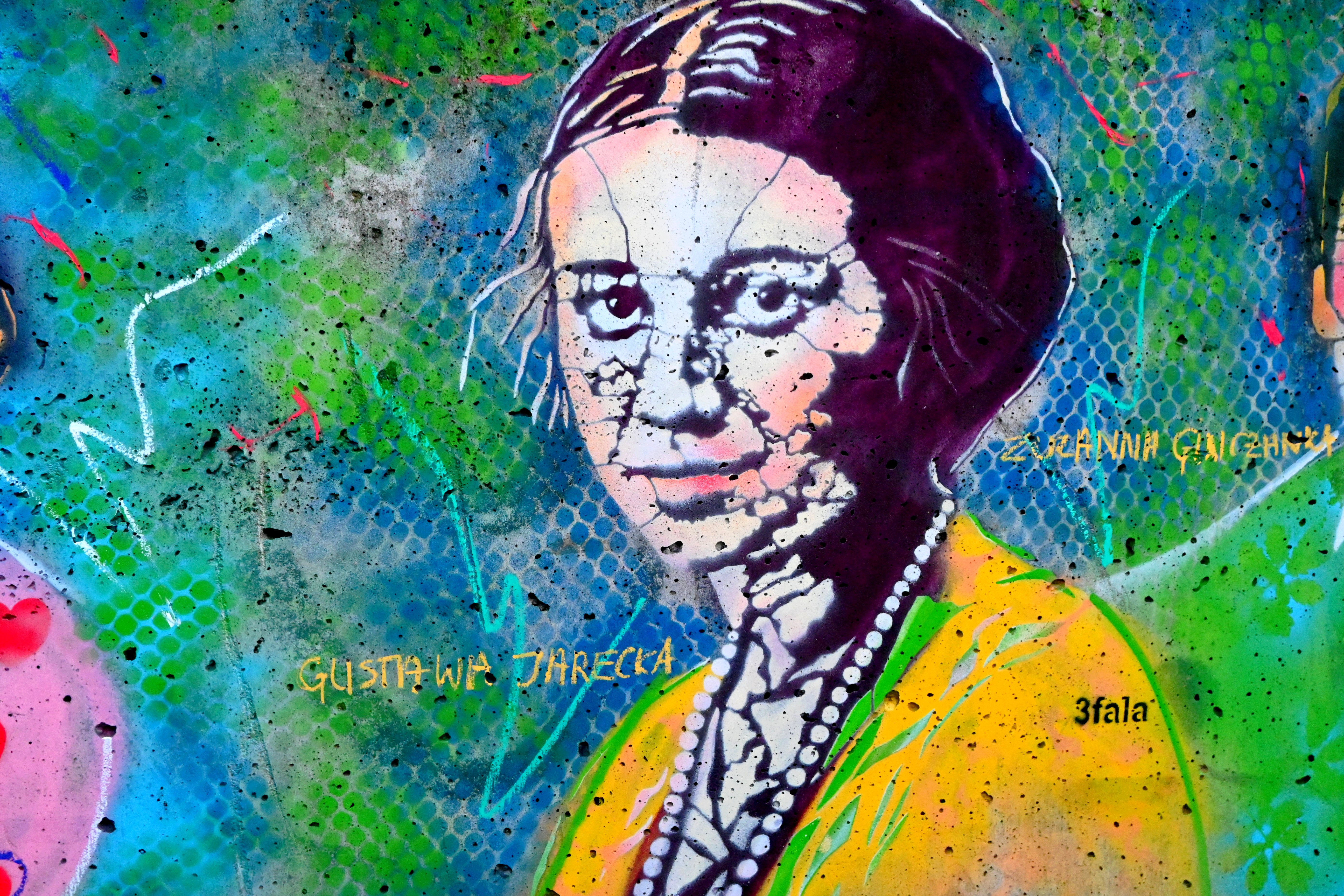
Fragment murala autorstwa 3fali na warszawskim Muranowie przedstawiający Gustawę Jarecką

Urodziła się w rodzinie kupca Maurycego Mojżesza i Natalii de domo Wit. Uczyła się w gimnazjum w Łodzi. Absolwentka polonistyki na Uniwersytecie Warszawskim (1925–1931). 
W 1932 ukazała się jej pierwsza powieść Inni ludzie. Jej nowele i fragmenty powieściowe ukazały się w „Głosie Porannym”, „Dzienniku Ludowym”, „Górniku”, „Myśli Socjalistycznej” i „Nowej Kwadrydze”. Jej twórczość poruszała m.in. problemy bezrobocia i opisywała życie niższych klas. Pracowała w szkole jako nauczycielka języka polskiego w Wąbrzeźnie. Nie była wierząca.
W czasie okupacji niemieckiej mieszkała w getcie warszawskim; od 1940 pracowała jako telefonistka i maszynistka w Judenracie, współpracowała m.in. z Marcelem Reich-Ranickim. Była członkinią podziemnej organizacji Oneg Szabat, dla której produkowała kopie dokumentów Judenratu, pośród których były m.in. informacje dotyczące wielkiej akcji deportacyjnej. Blisko współpracowała z Emanuelem Ringelblumem. Według jego relacji, nie przedostała się na tzw. aryjską stronę ze względów finansowych oraz rodzinnych – nie chciała zostawić swoich dwóch synów, Marka i Karola, których wychowywała sama. 
Zginęła podczas drugiej akcji likwidacyjnej w getcie warszawskim w styczniu 1943 roku – zmarła razem ze swymi dziećmi w pociągu jadącym do obozu zagłady w Treblince.
Przypisuje jej się autorstwo reportażu opisującego wielką akcję deportacyjną w lecie 1942 roku w getcie pt. Ostatnim etapem przesiedlenia jest śmierć. Wstrząsająca relacja, która urywa się w połowie zdania, znajduje się w drugiej części Archiwum Ringelbluma.

## Powieści
- Inni ludzie (1931)
- Stare grzechy (1934)
- Przed jutrem (1936)[4]
- Szósty oddział jedzie w świat (1936)[2]
- Ludzie i sztandary (t. 1 Ojcowie, 1938; t. 2 Zwycięskie pokolenie, 1939)[4]